# Santa Gemma Galgani a Monte Sacro

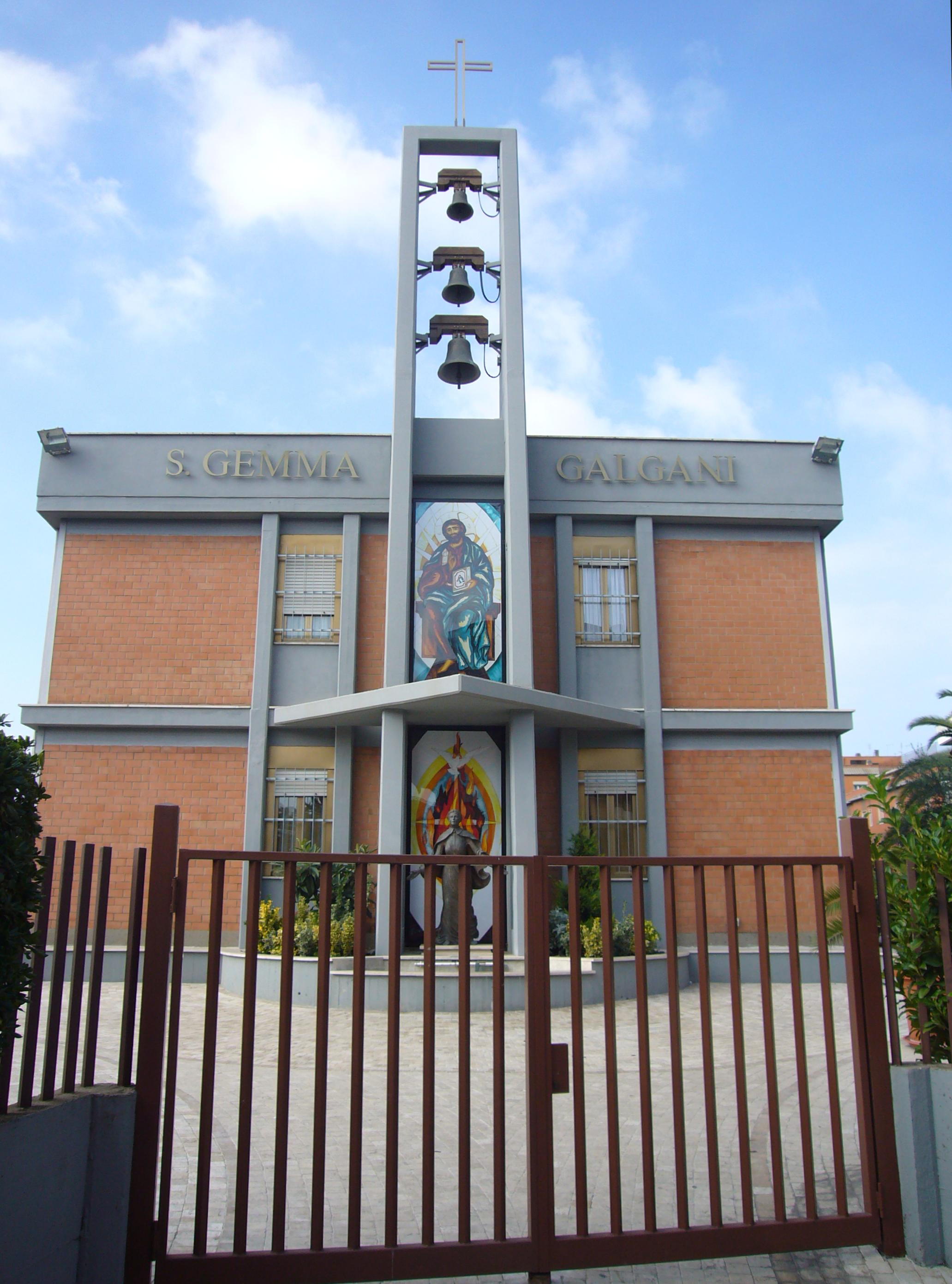
Santa Gemma Galgani a Monte Sacro

Santa Gemma Galgani a Monte Sacro ist eine römisch-katholische Pfarr- und Titelkirche in Rom. Sie trägt das Patrozinium Gemma Galgani (1878–1903) und liegt an der Piazza Monte Gennaro im Quartier Monte Sacro. Sie ist aus Beton gebaut und hat eine quadratische Form.

## Geschichte
Die Kirche ist Sitz der Pfarrei, die am 10. September 1975 mit dem Dekret des Kardinalvikars Ugo Poletti Paterna sollicitudine errichtet wurde. Sie wurde Ende der 1980er Jahre nach Plänen von Aldo Aloysi erbaut und ist für ihren Kreuzweg im Freien bekannt. Die Weihe fand am 19. Juni 1988 durch Kardinalvikar Ugo Poletti statt. Am 30. Januar 1994 wurde die Pfarrei von Papst Johannes Paul II. besucht.
Am 30. September 2023 erhob Papst Franziskus die Kirche zur Titelkirche und wies sie Stephen Ameyu Martin Mulla als erstem Kardinal zu.